# Yasoda laruta
Yasoda laruta är en fjärilsart som beskrevs av John Nevill Eliot 1962. Yasoda laruta ingår i släktet Yasoda och familjen juvelvingar. Inga underarter finns listade i Catalogue of Life.